# Церковь Санта-Тереза-дельи-Скальци
Церковь Санта-Тереза-дельи-Скальци, также известная как церковь Санта-Тереза-аль-Музео, церковь Санта-Тереза-алло-Студи или церковь Матери Божией (итал. La chiesa di Santa Teresa degli Scalzi, La chiesa di Santa Teresa al Museo, chiesa di Santa Teresa agli studi, chiesa della Madre di Dio) — римско-католическая церковь, расположенная в Неаполе, на улице «Виа Санта-Тереза-дельи-Скальци», соединяющей исторический центр города с районом Каподимонте. Церковь получила название по имени «Ордена босоногих кармелитов» (Ордена босых братьев Пресвятой Девы Марии с горы Кармель), основавших близлежащий кармелитский монастырь. Слово «скальци» (итал. scalzi) означает «ходящие босиком».

## История и архитектура
Строительство церкви началось в 1604 году по заказу «босых кармелитов» и благодаря пожертвованиям, собранным «Петром Богоматери» (Pietro della Madre di Dio), испанским проповедником и последователем святой Терезы Авильской, писательницы, реформатора кармелитского ордена, создательницы орденской ветви «босоногих кармелиток».
В 1612 году церковь была освящена. Проект церкви и прилегающего к ней монастыря был поручен Джовану Джакомо ди Конфорто, а фасад был спроектирован в 1652 году Козимо Фанцаго с двумя статуями, изображающими Святую Терезу Авильскую и Святого Иоанна Креста.
В 1835 году по проекту Антонио Аннито (полностью восстановившего церковь) был построен двойной лестничный марш, заменивший предыдущий.

## Произведения искусства в интерьере церкви
Церковь построена в виде латинского креста с одним нефом и капеллами, в которых находятся многие произведения живописцев и скульпторов эпохи неаполитанского барокко, в том числе Паоло Де Маттеиса, Никколо де Симоне, Доменико Антонио Ваккаро, Константино Марази и других.
Вторая капелла слева украшена живописью Баттителло Караччоло, относящейся к периоду 1616—1620 годов и изображающей «Истории Ордена кармелитов». Фрески Белисарио Коренцио в четвёртой капелле справа с образом «Вознесения Мадонны и хора ангелов» датируются 1613 годом.
В церкви сохранилось единственное художественное свидетельство присутствия в неаполитанской церкви династии Габсбургов, а именно скульптура, изображающая императора Карла VI, установленная в 1715 году Джакомо Коломбо.
Главный алтарь, созданный Дионисио Лаццари с использованием разноцветных полудрагоценных камней и позолоченной бронзы, в 1808 году был перенесён в капеллу Королевского дворца Неаполя, где он и находится до настоящего времени. Новый алтарь был создан Джузеппе Санмартино между 1748 и 1750 годами и происходит из церкви Дивино Аморе. Он был установлен в 1860 году после того, как архитектор Никола Стассано приспособил его к новому месту.
Капелла святой Терезы Авильской, расположенная возле левого трансепта, создана в 1640 году Козимо Фанцаго. Она украшена статуей святой, мраморной инкрустацией на стенах и полу, скульптурами и двумя картинами Ипполито Боргезе.

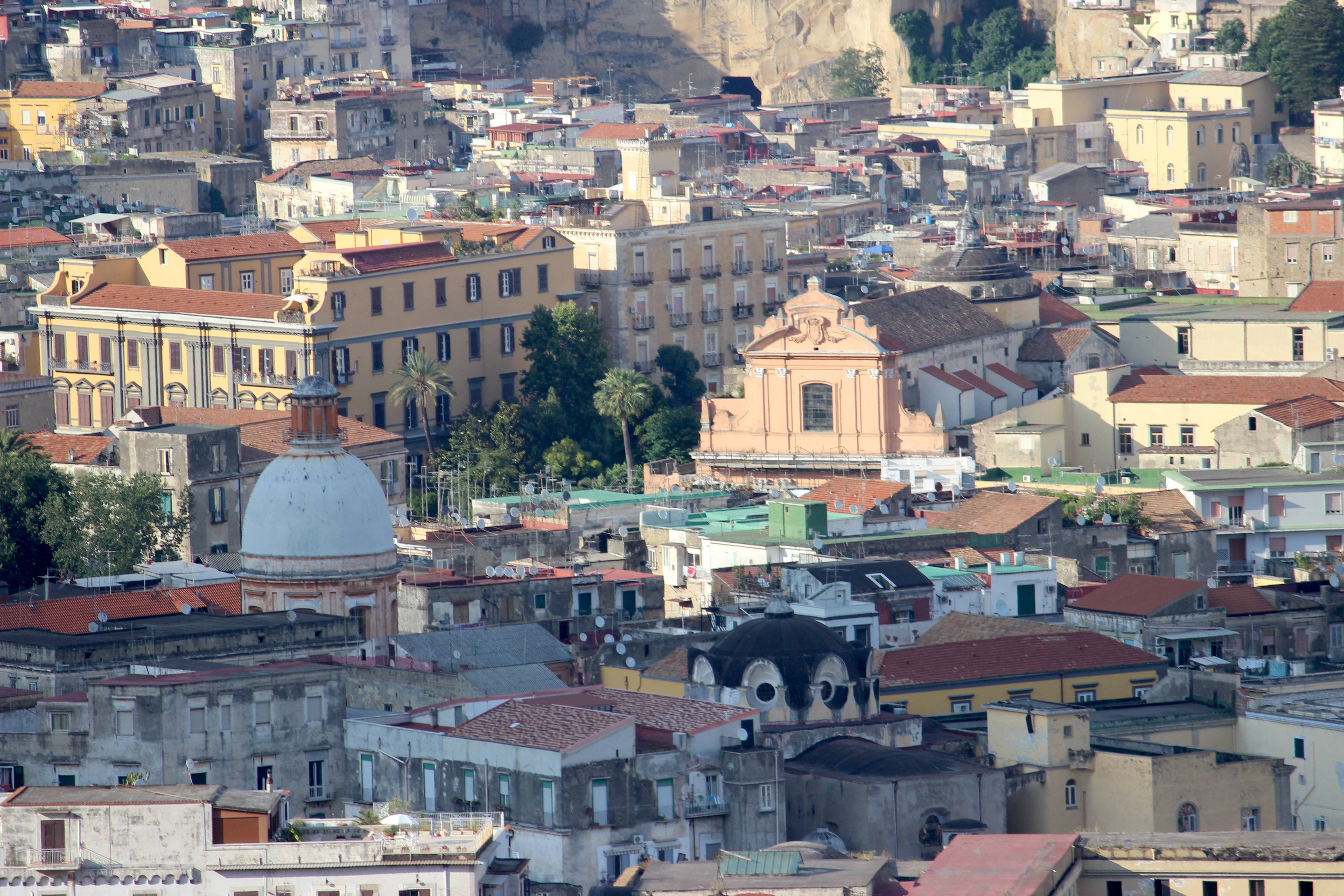
Церковь Скальци в панораме Неаполя
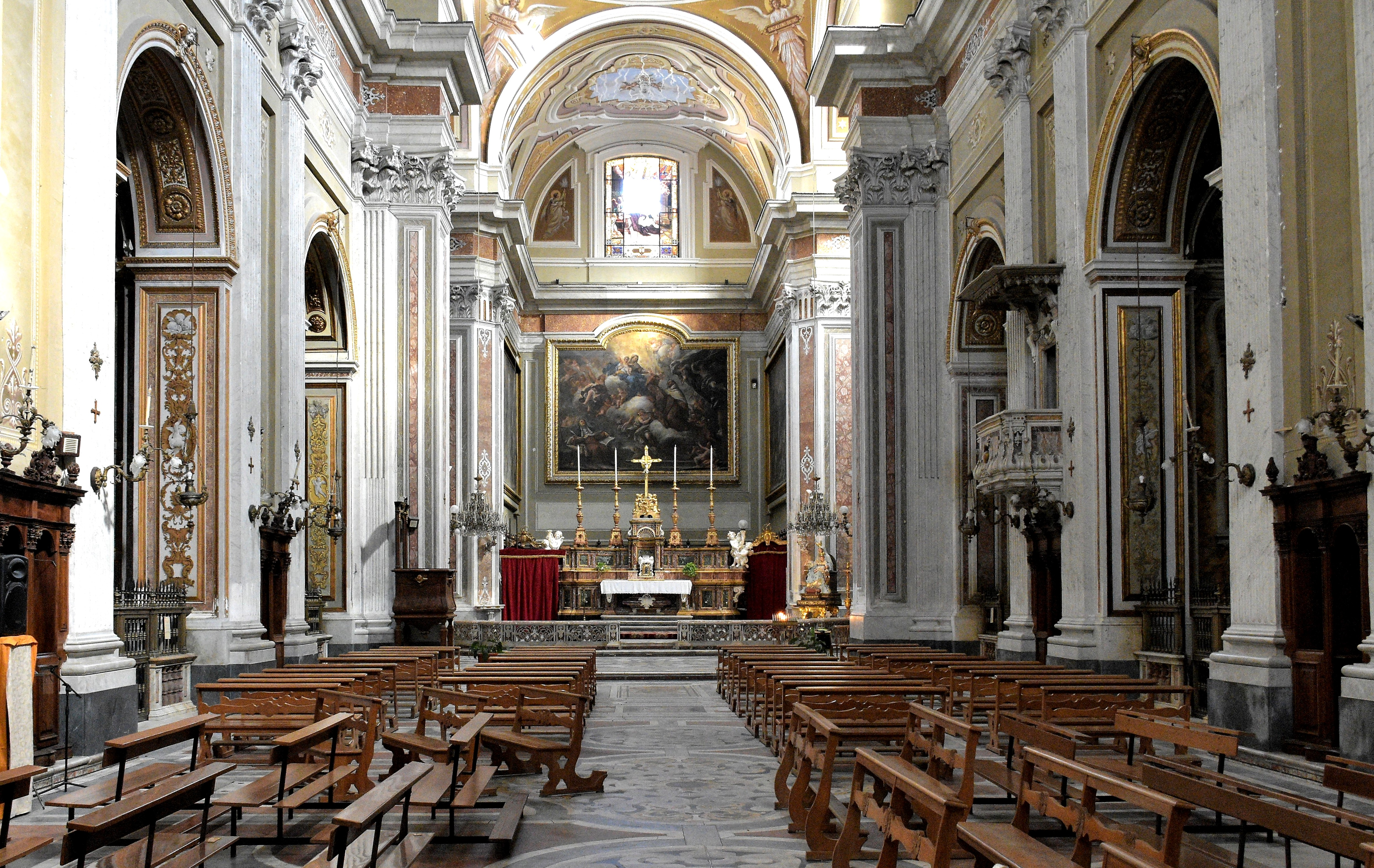
Интерьер
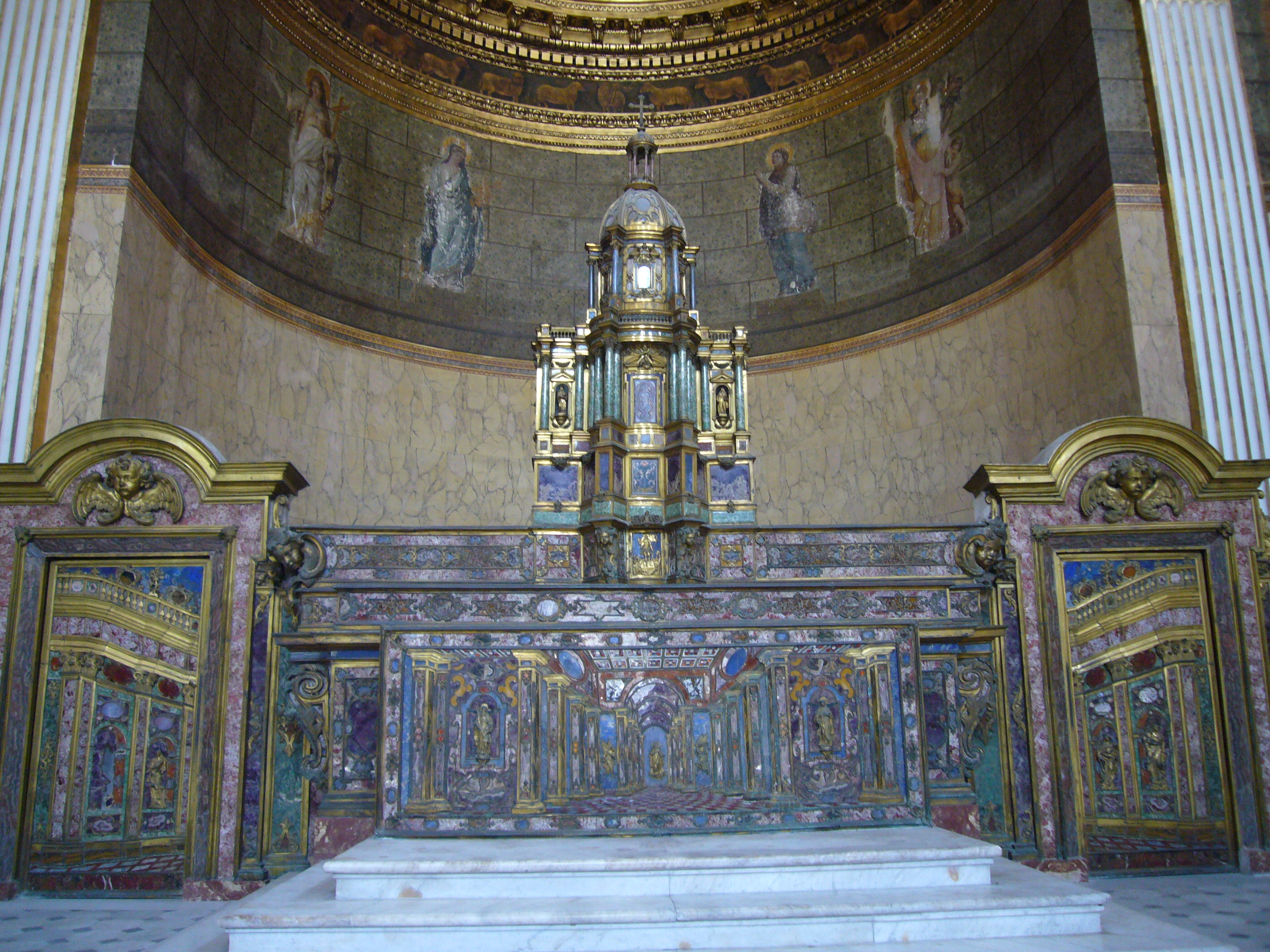
Д. Лаццари. Главный алтарь церкви. Ныне в капелле Королевского дворца Неаполя
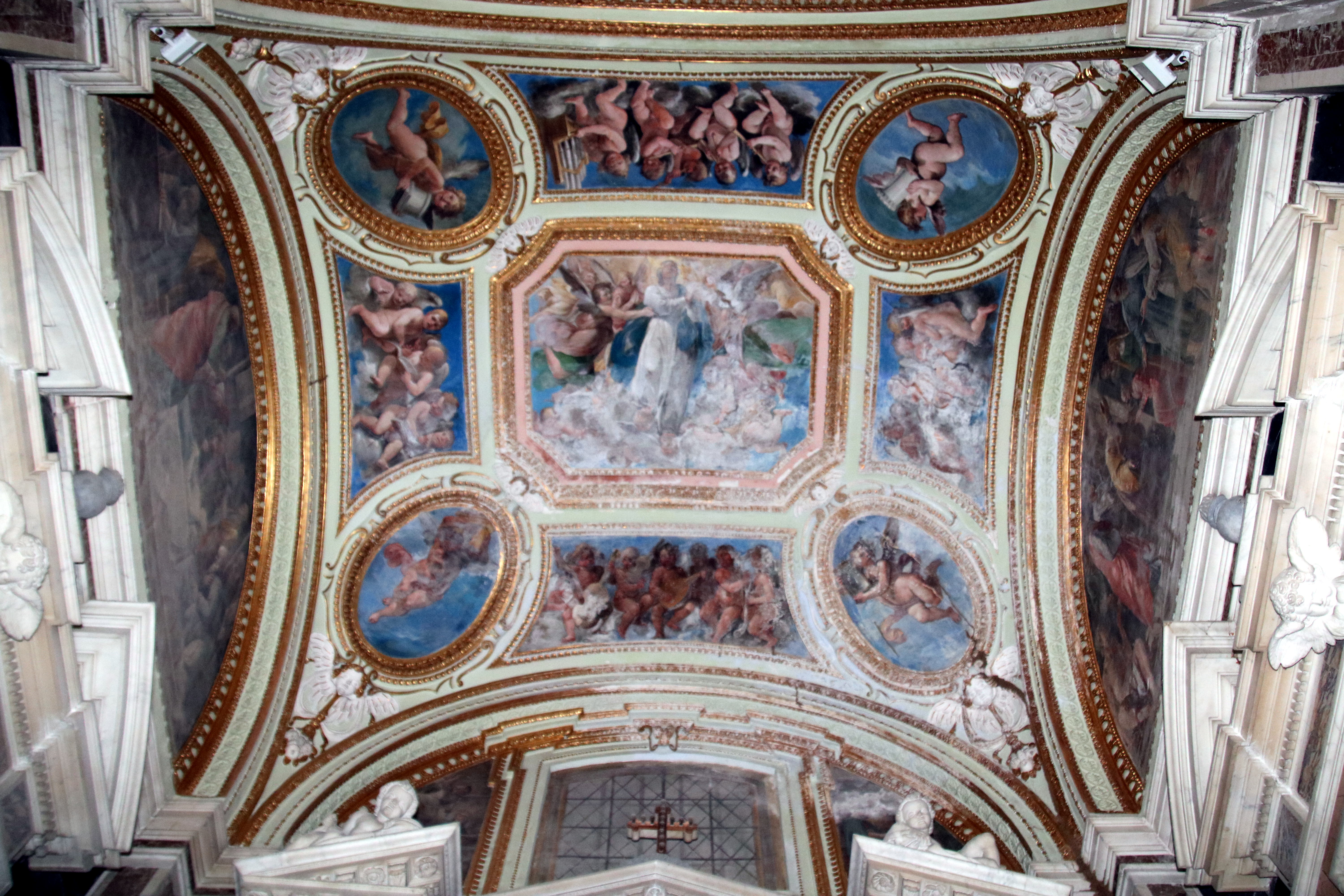
Б. Коренцио. Вознесение Мадонны и хор ангелов. Капелла Раваскьери. Роспись свода
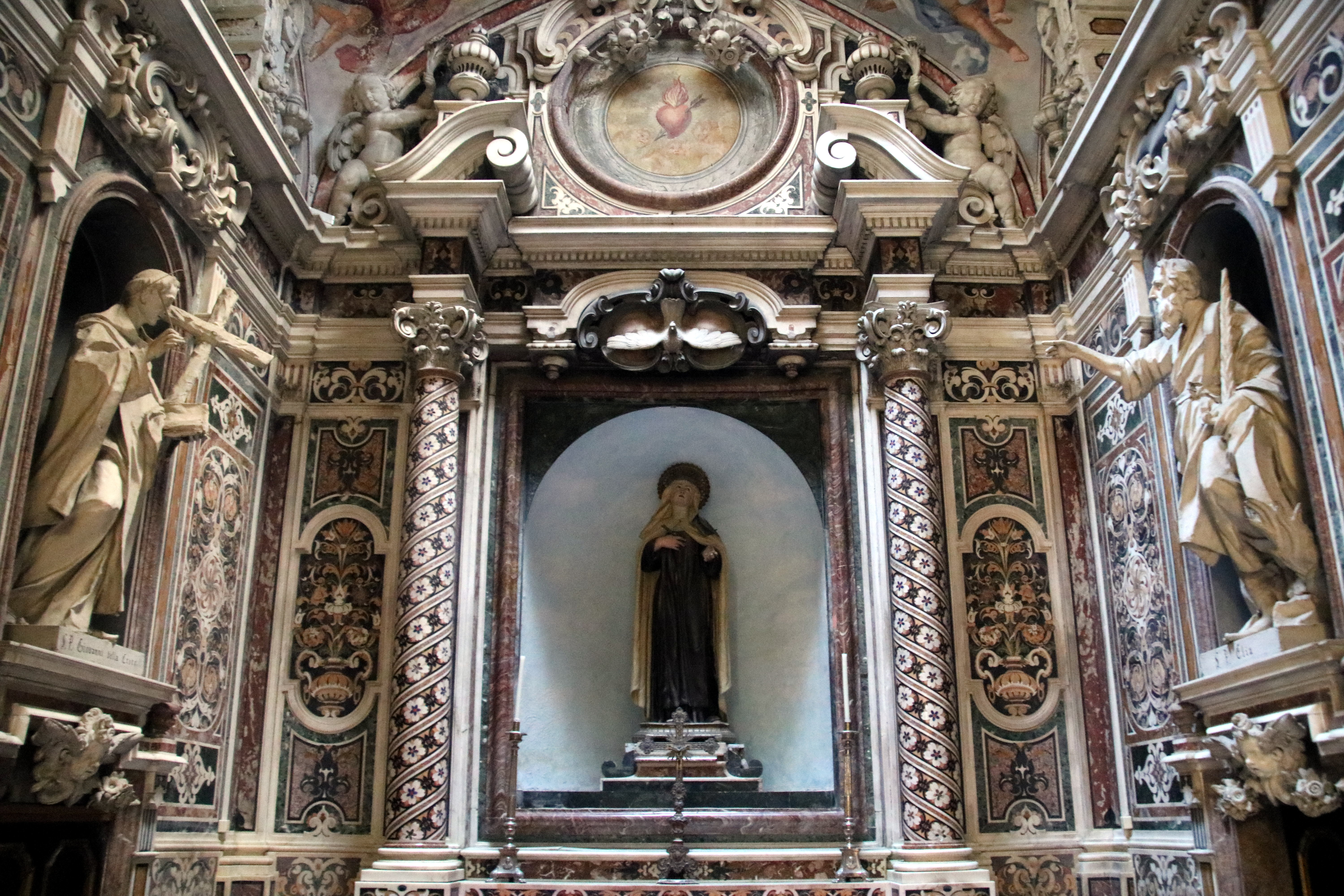
Капелла святой Терезы Авильской. Архитектор К. Фанцаго. 1640
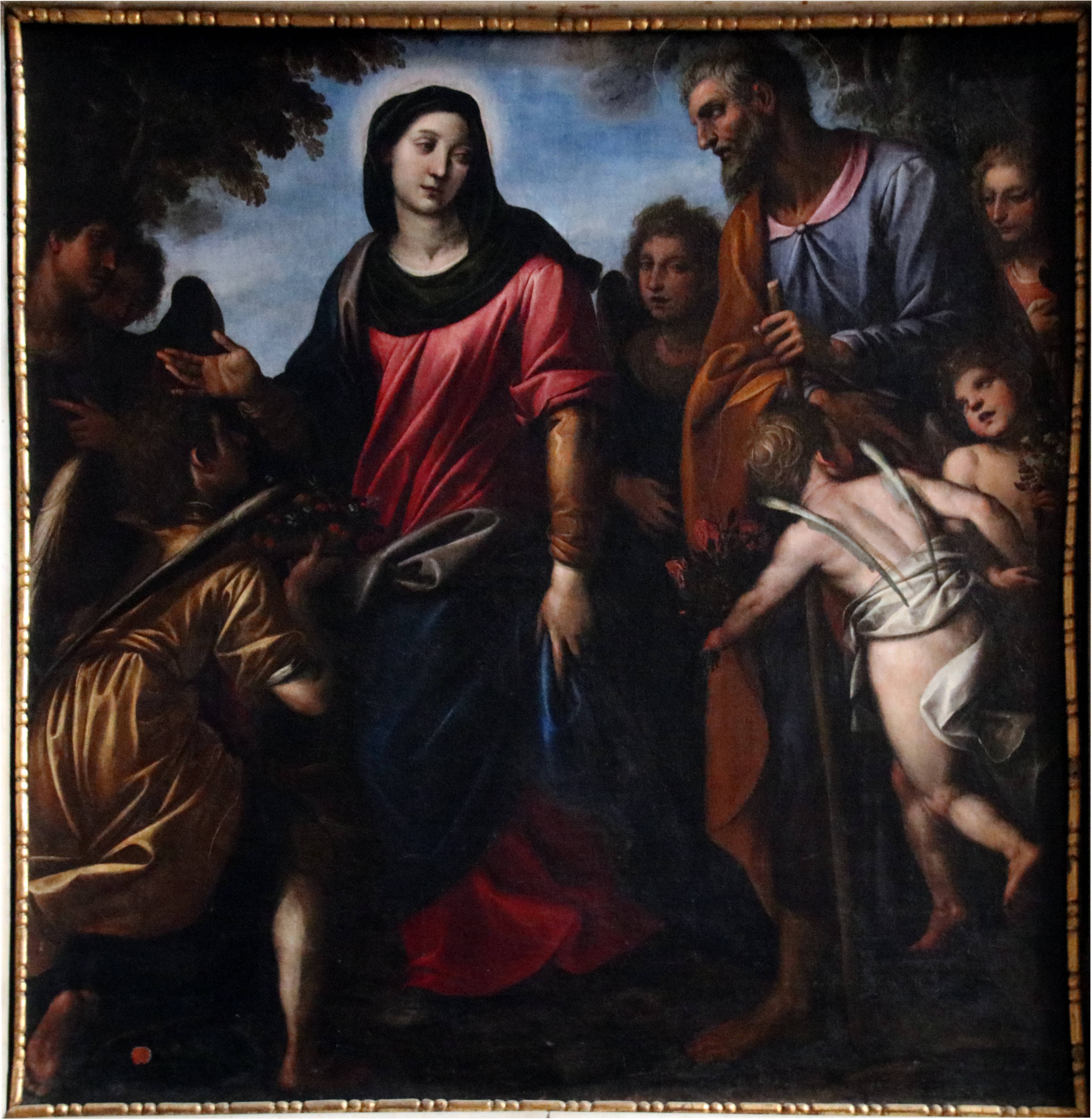
Д. Пассиньяно. Встреча Девы Марии и Иосифа. 1602. Холст, масло
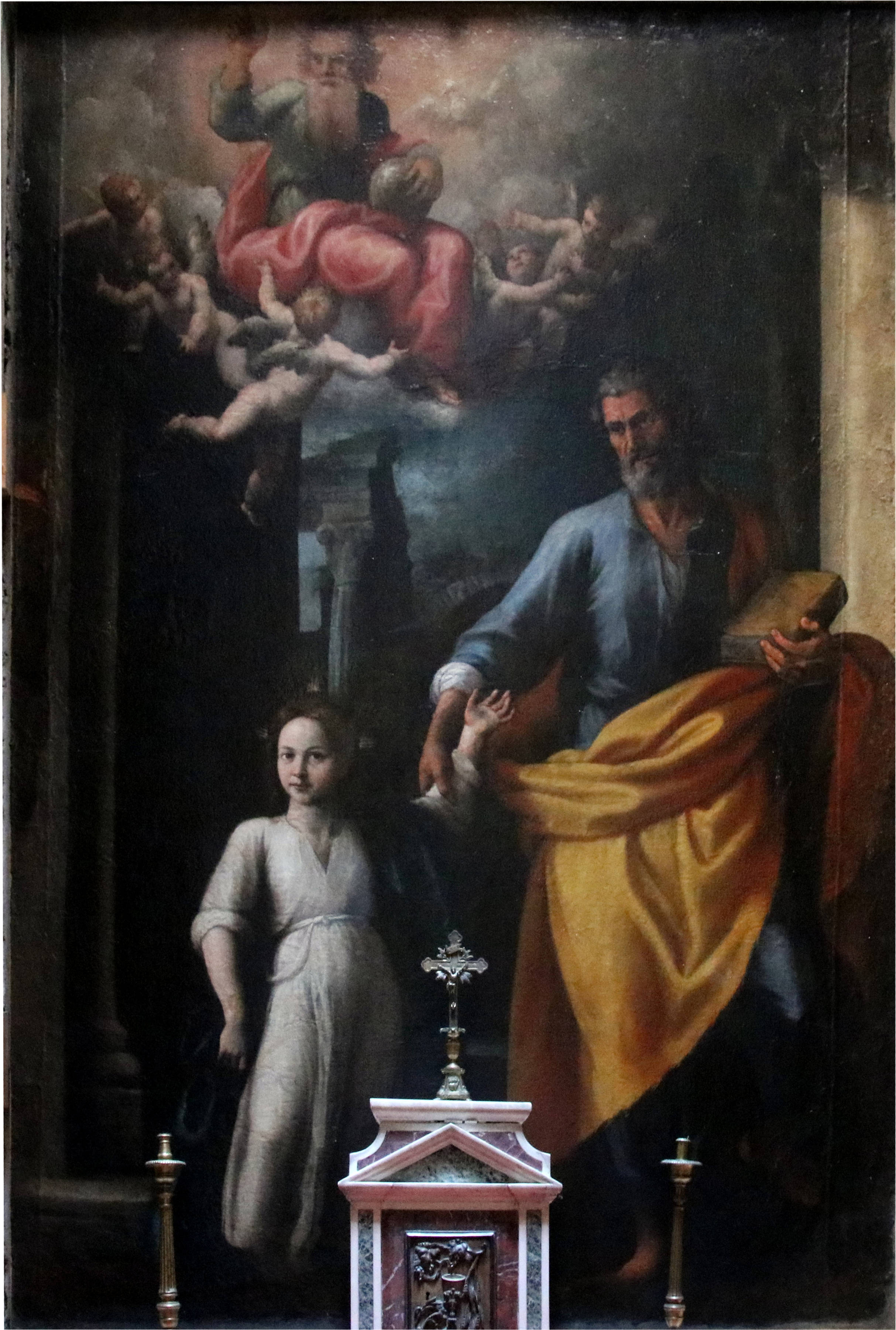
Ф. Сантафеде. Святой Иосиф и Иисус. 1600-е. Холст, масло
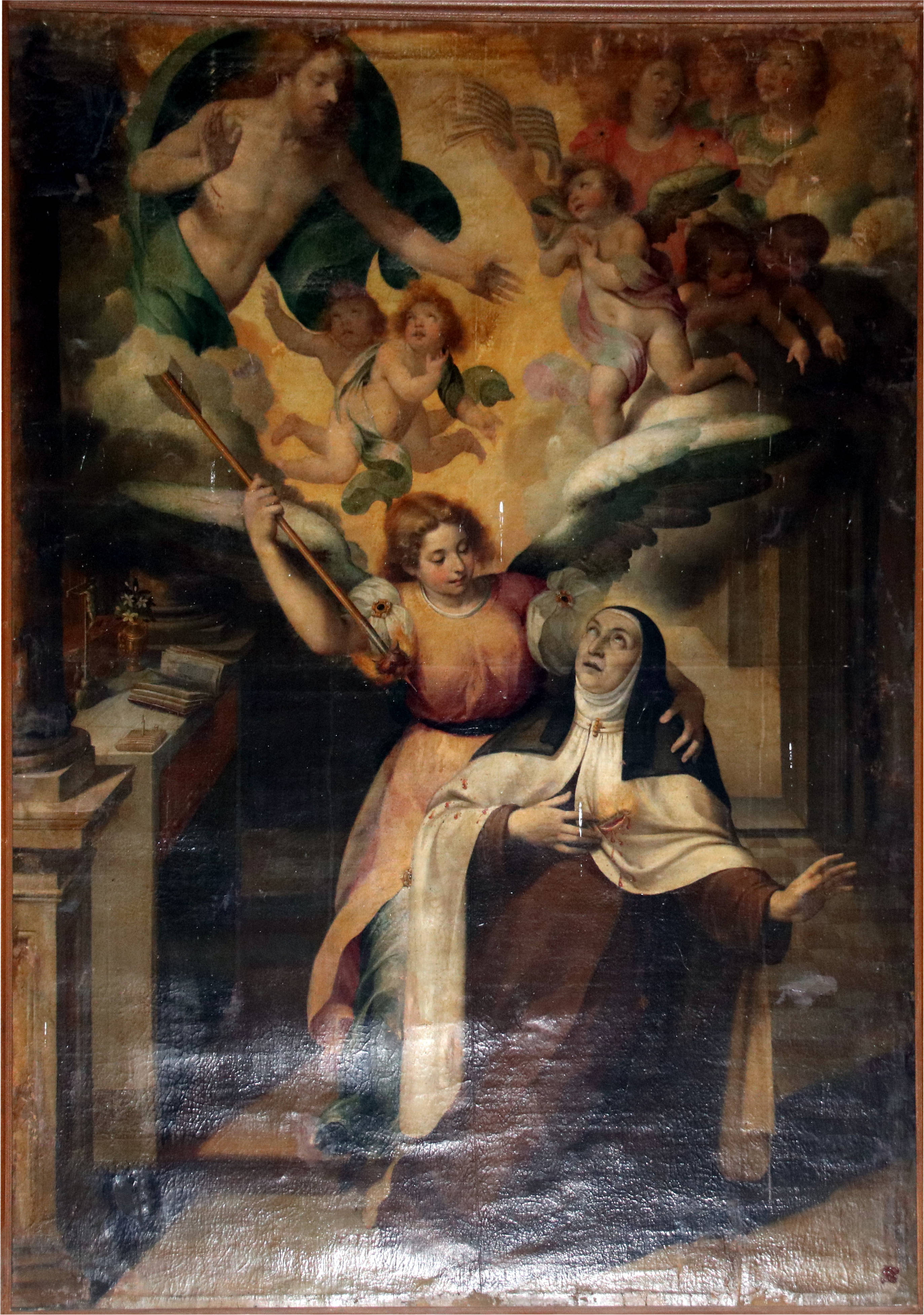
И. Боргезе. Святая Тереза, пронзаемая копьём ангела. 1605. Холст, масло
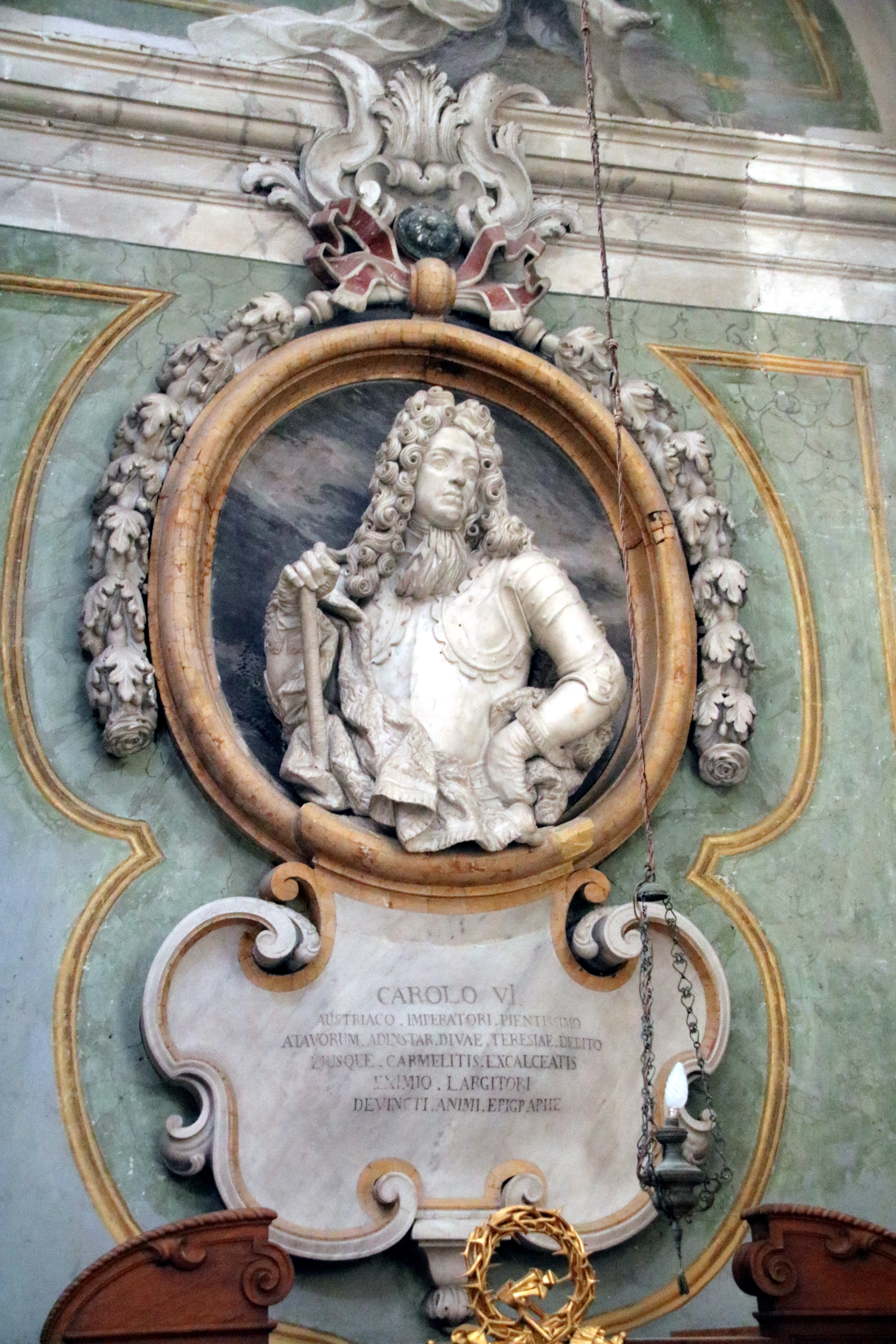
Дж. Коломбо. Бюст императора Карла VI. 1715